# Hauteville-Lompnes
Hauteville-Lompnes là một xã ở tỉnh Ain, vùng Auvergne-Rhône-Alpes thuộc miền đông nước Pháp.